# Francesco Rossi (calciatore 1919)
Francesco Rossi (Alessandria, 19 maggio 1919 – Savona, 28 aprile 2000) è stato un calciatore italiano, di ruolo centrocampista.

## Carriera
Nella stagione 1936-1937 e nella stagione 1937-1938 fa parte della rosa dell'Alessandria, rispettivamente in Serie A (stagione 1936-1937) e Serie B (stagione 1937-1938), ma senza mai esordire in prima squadra, venendo invece schierato dalla formazione riserve dei Grigi. Il suo effettivo esordio tra i professionisti avviene quindi solamente nella stagione 1938-1939, nella quale viene ceduto in prestito al Casale, club con cui realizza 2 reti in 10 presenze nel campionato di Serie B; viene ceduto in prestito anche nelle due stagioni successive, rispettivamente a Rapallo e Sanremese, due club di Serie C. Nell'estate del 1941 fa quindi ritorno all'Alessandria, con la cui maglia nella stagione 1941-1942 segna un gol in 5 presenze nel campionato di Serie B; gioca nella serie cadetta anche nella stagione 1942-1943, nella quale mette a segno 3 reti in 11 presenze. Rimane all'Alessandria anche per la stagione 1943-1944, nella quale realizza 2 reti in 15 presenze nel campionato di Divisione Nazionale.
Dopo la fine della Seconda guerra mondiale gioca per due stagioni consecutive in Serie C, rispettivamente con Pro Mogliano e Mortara; nella stagione 1947-1948 gioca invece nuovamente nel campionato di Serie B, nel quale realizza 3 reti in 27 presenze con la maglia della Scafatese. Nell'estate del 1948, a seguito della retrocessione in terza serie del club campano (dovuta alla riforma del campionato cadetto, tornato a girone unico dopo due stagioni con 3 gironi), si trasferisce al Crotone, con cui nella stagione 1948-1949 realizza 7 reti in 26 presenze in Serie C. Si trasferisce quindi ai sardi del Monteponi Iglesias, con cui gioca per complessive sei stagioni consecutive (le prime 3 in Promozione e le seguenti in IV Serie, campionato nel quale segna in totale 11 reti in 48 presenze nell'arco del triennio).
In carriera ha totalizzato complessivamente 53 presenze e 6 reti in Serie B.

## Palmarès

### Club

#### Competizioni interregionali
- Promozione: 1

Monteponi Iglesias: 1951-1952 (girone I)